# Universität Malmö
Die Universität Malmö (schwedisch Malmö universitet) ist eine staatliche Universität in der südschwedischen Stadt Malmö. Mit mehr als 24.000 eingeschriebenen Studenten und etwa 1.600 Mitarbeitern ist sie die neuntgrößte Hochschule in Schweden.

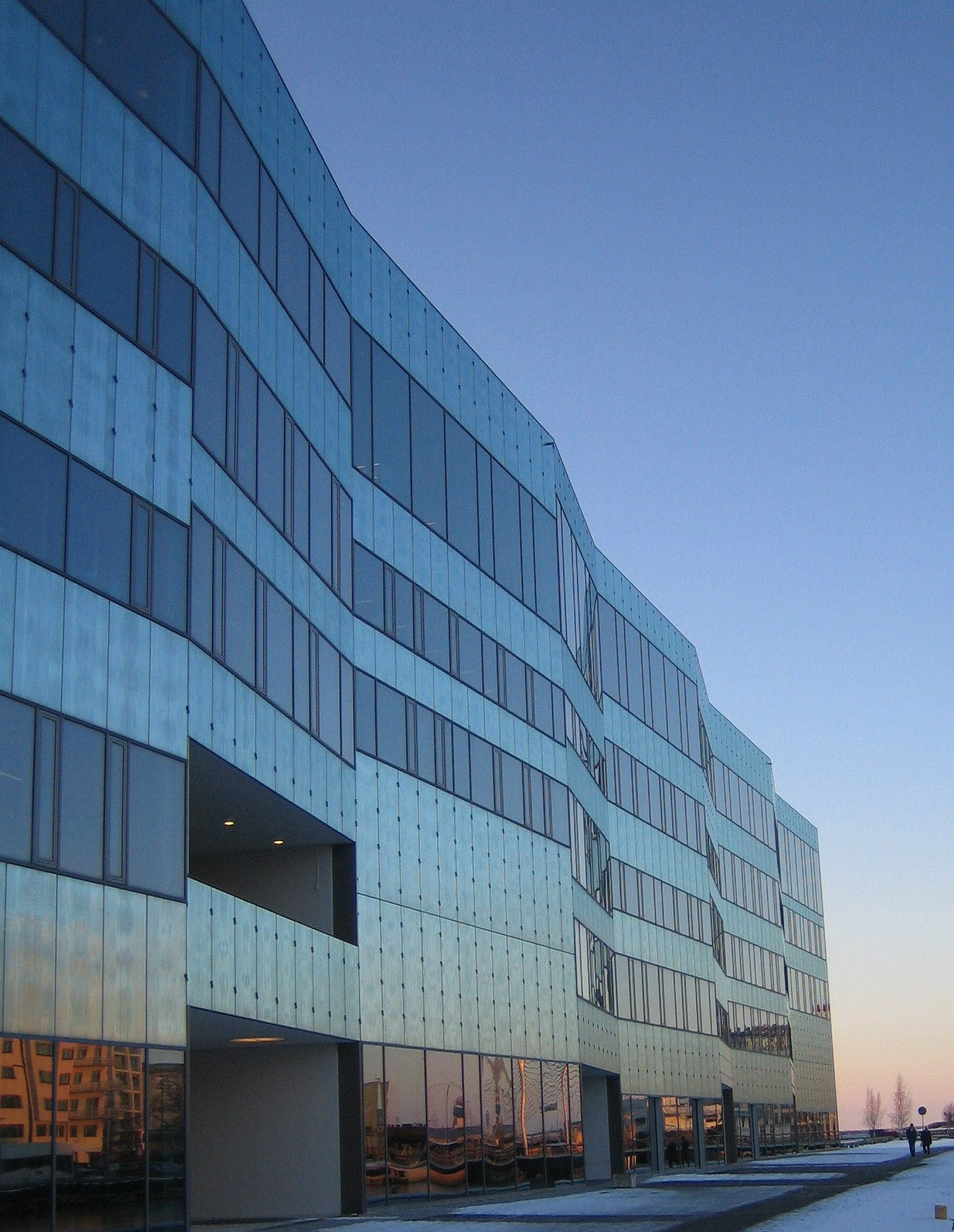
Im Gebäude Orkanen befinden sich Bibliothek und Lehramtsausbildung.

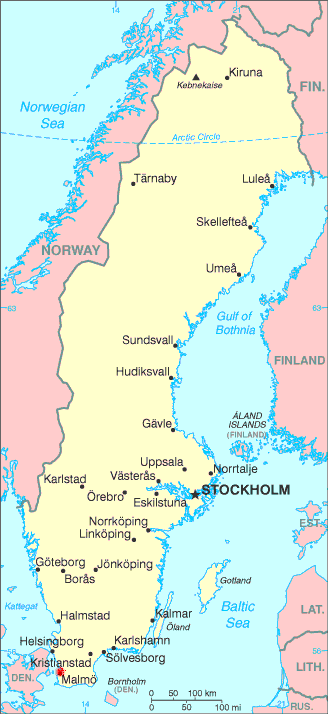
Malmö liegt in der Provinz Schonen in Südschweden.

## Geschichte
Die junge Hochschule wurde 1998 gegründet, zwei Jahre nach dem Beschluss der Regierung, in Malmö eine Lehranstalt zu schaffen. Die Hochschule Malmö ist international ausgerichtet, beinahe ein Drittel der Studenten hat einen internationalen Hintergrund. Zudem bestehen weltweit Austauschprogramme mit mehr als 250 Partnerhochschulen. Schwerpunktthemen der Hochschulausbildung sind unter anderem Migration, Nachhaltigkeit, Urbane Studien, Neue Medien und Technologie. Heute ist die Hochschule in fünf Fakultäten eingeteilt: Die Lehramtsausbildung als größte Fakultät, Kultur und Gesellschaft, Gesundheit und Gesellschaft, Odontologie sowie Technologie und Gesellschaft.
Teile dieser Ausbildungen bestanden schon vor der Gründung der Hochschule, gehörten aber entweder zur Stadt Malmö oder zur Universität Lund. Letztere lässt auch heute noch bestimmte Lehreinheiten in Malmö ausführen.
Der Großteil der Hochschulgebäude befindet sich auf einer kleinen künstlichen Insel inmitten der Stadt, genannt Universitetsholmen. Teile der Ausbildung, wie etwa die der Lehrämter und auch die Bibliothek, sind im Institutsgebäude Orkanen beheimatet, das 2005 am Yachthafen errichtet wurde.
Die Hochschule spielt eine wichtige Rolle bei der Transformation der Stadt Malmö von einer industriell geprägten Werftstadt hin zu einer modernen Stadt mit Schwerpunkt auf Bildung und Kultur. So befindet sich der Uni-Campus sinnbildlich auf dem ehemaligen Gelände der Malmöer Kockums-Werft.

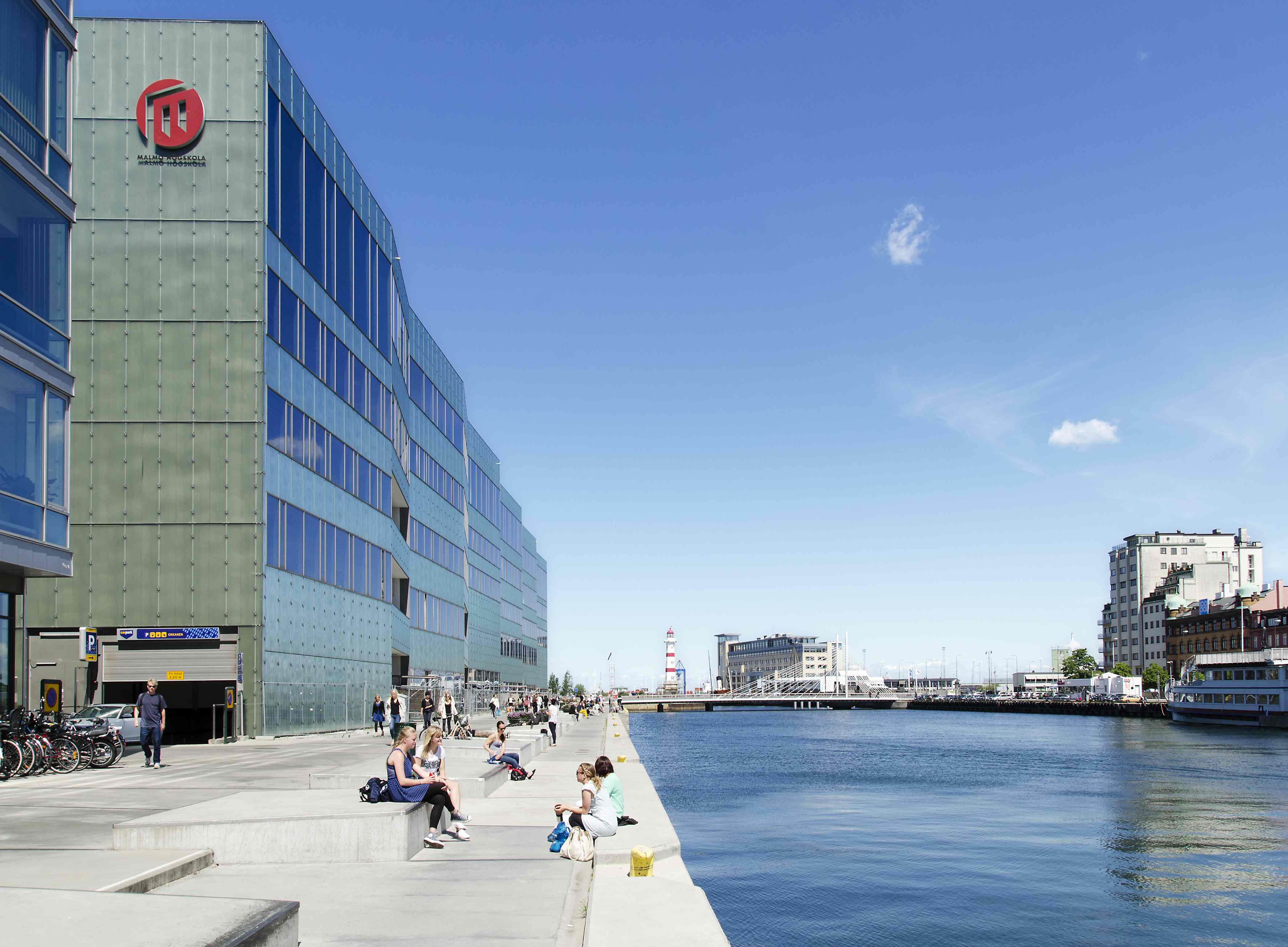
Hjälmarekajen
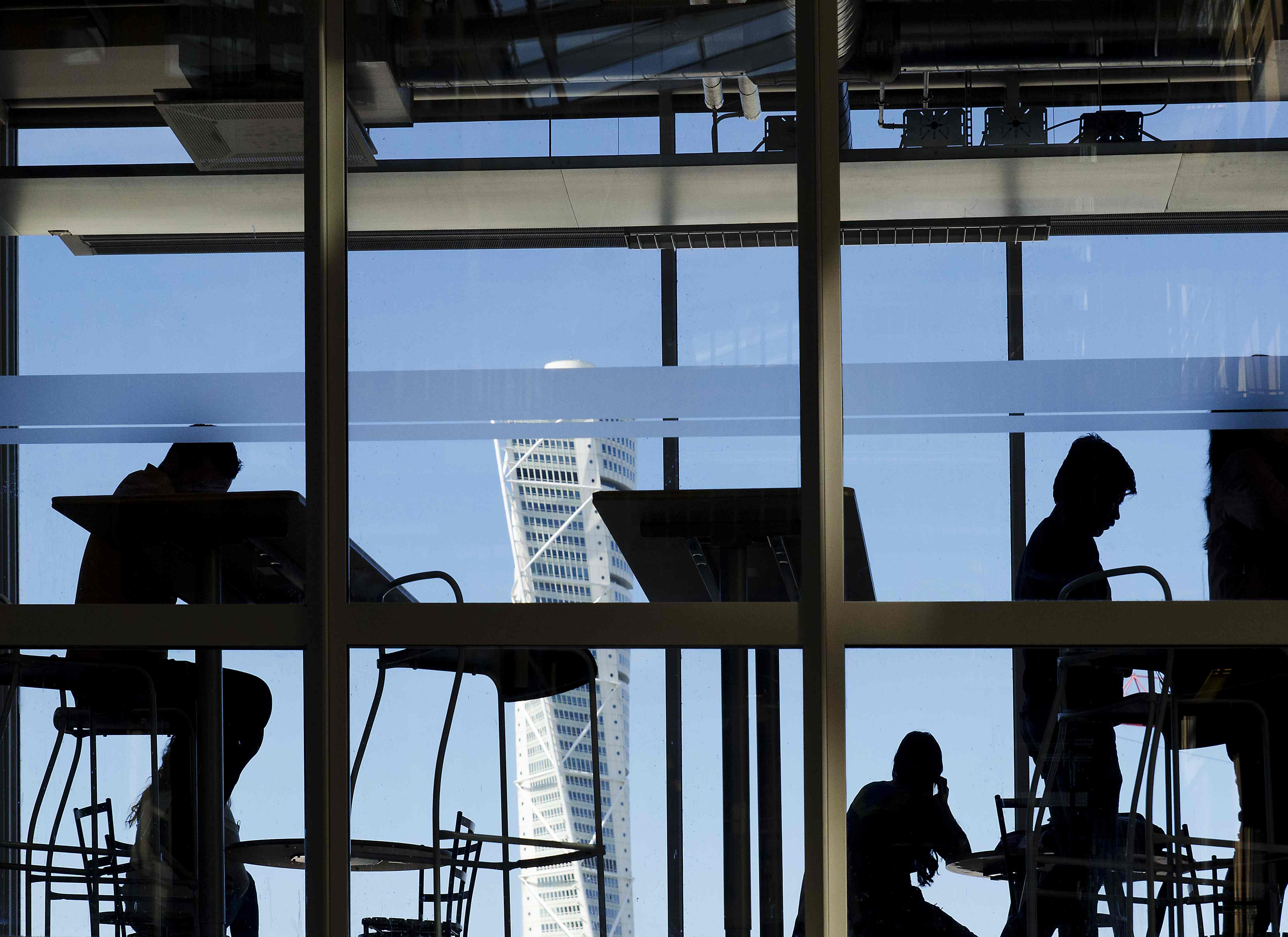
Ubåtshallen
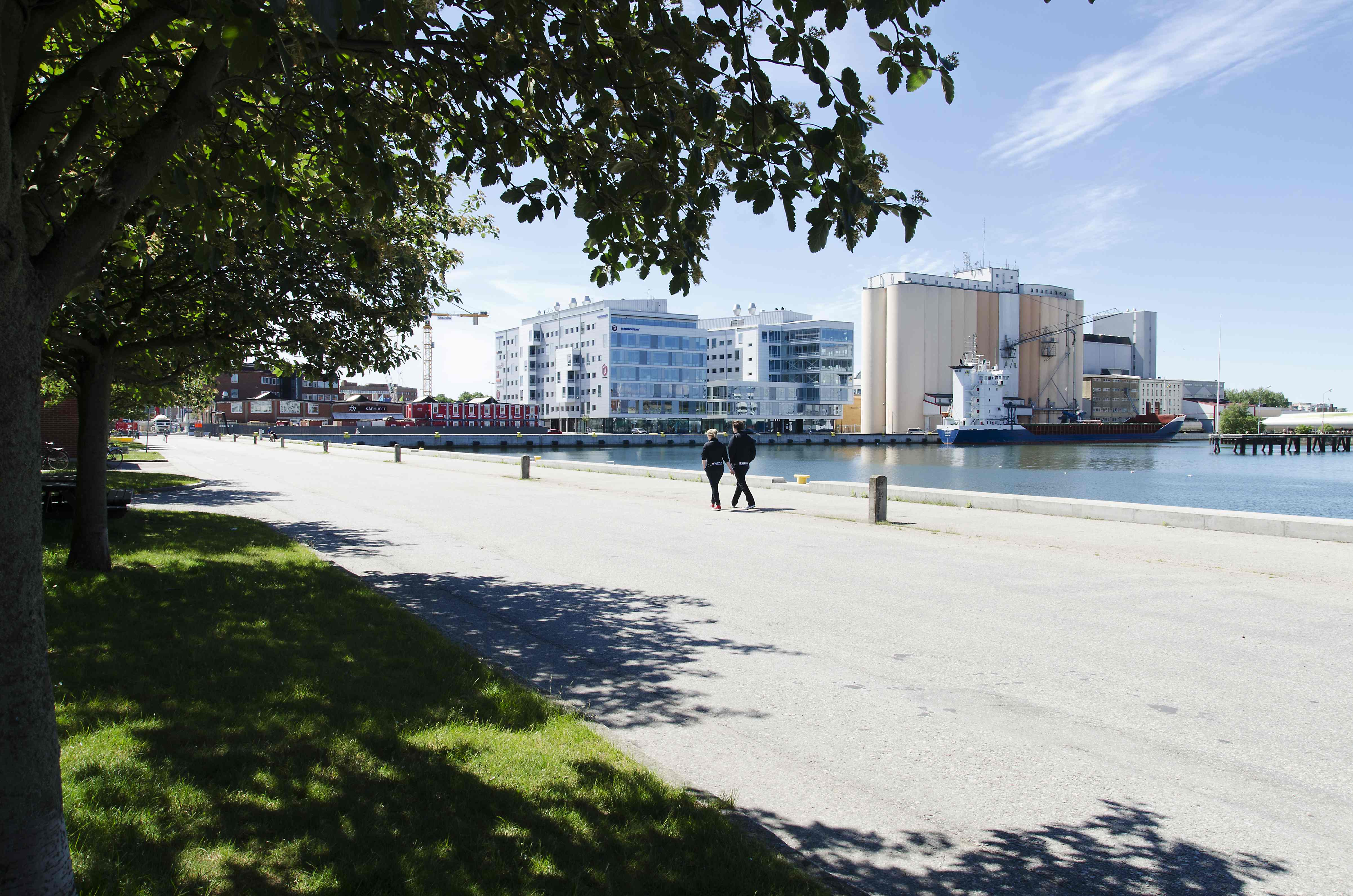
Universitetsholmen
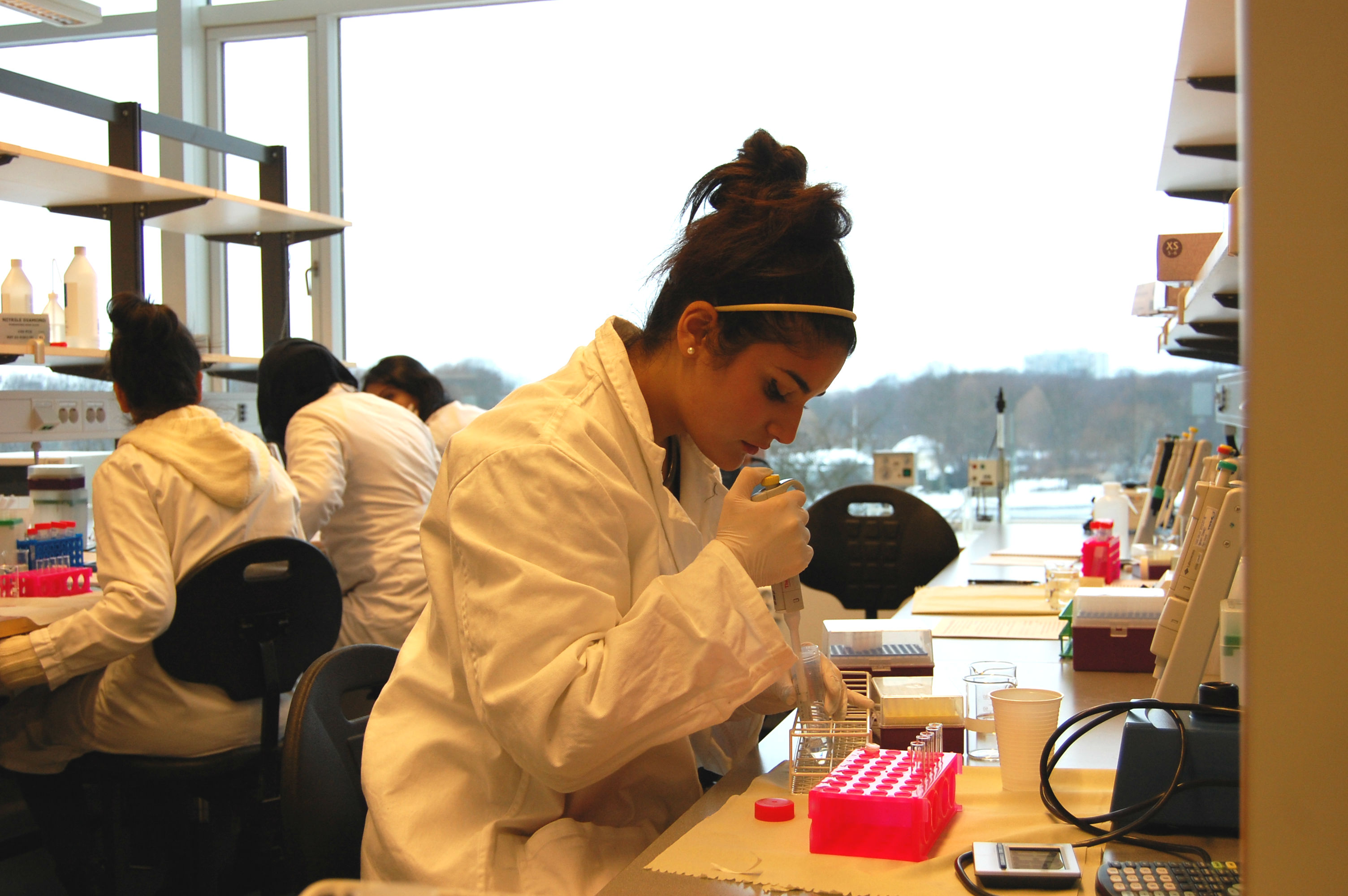
Labor
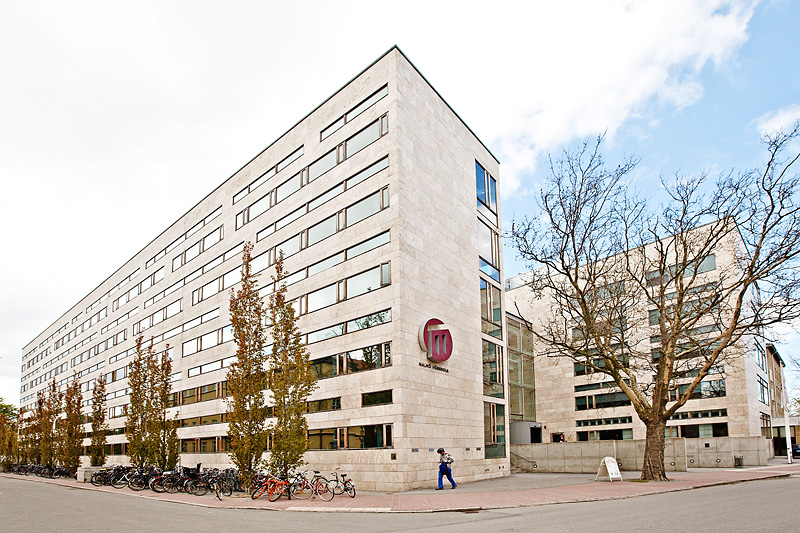
Fakultät für Gesundheit und Gesellschaft
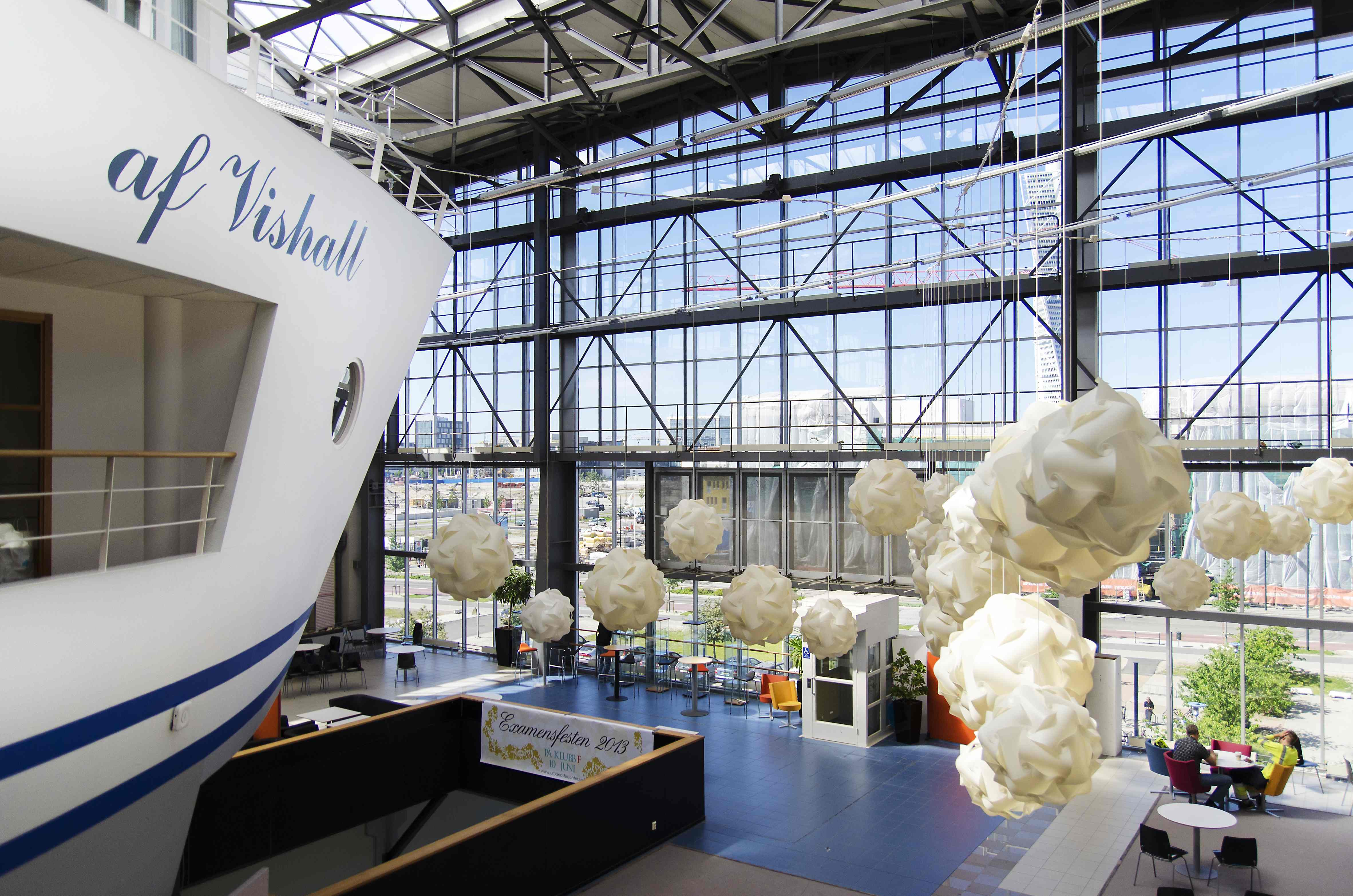
Kranen
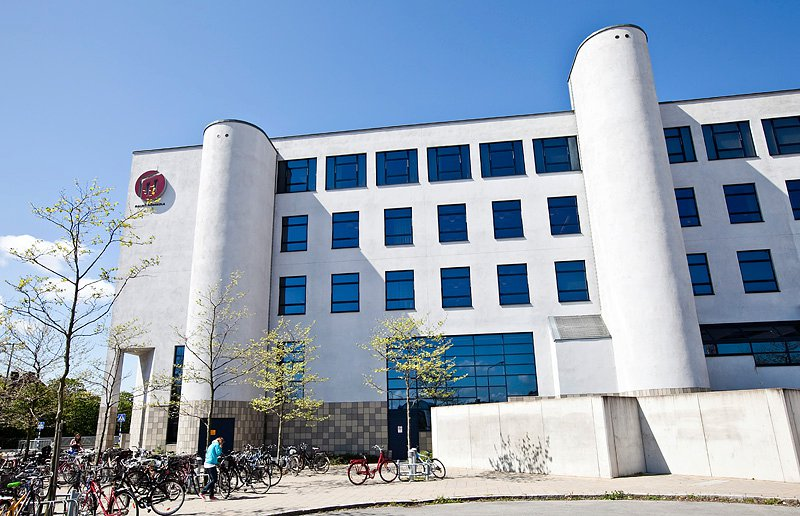
Gäddan
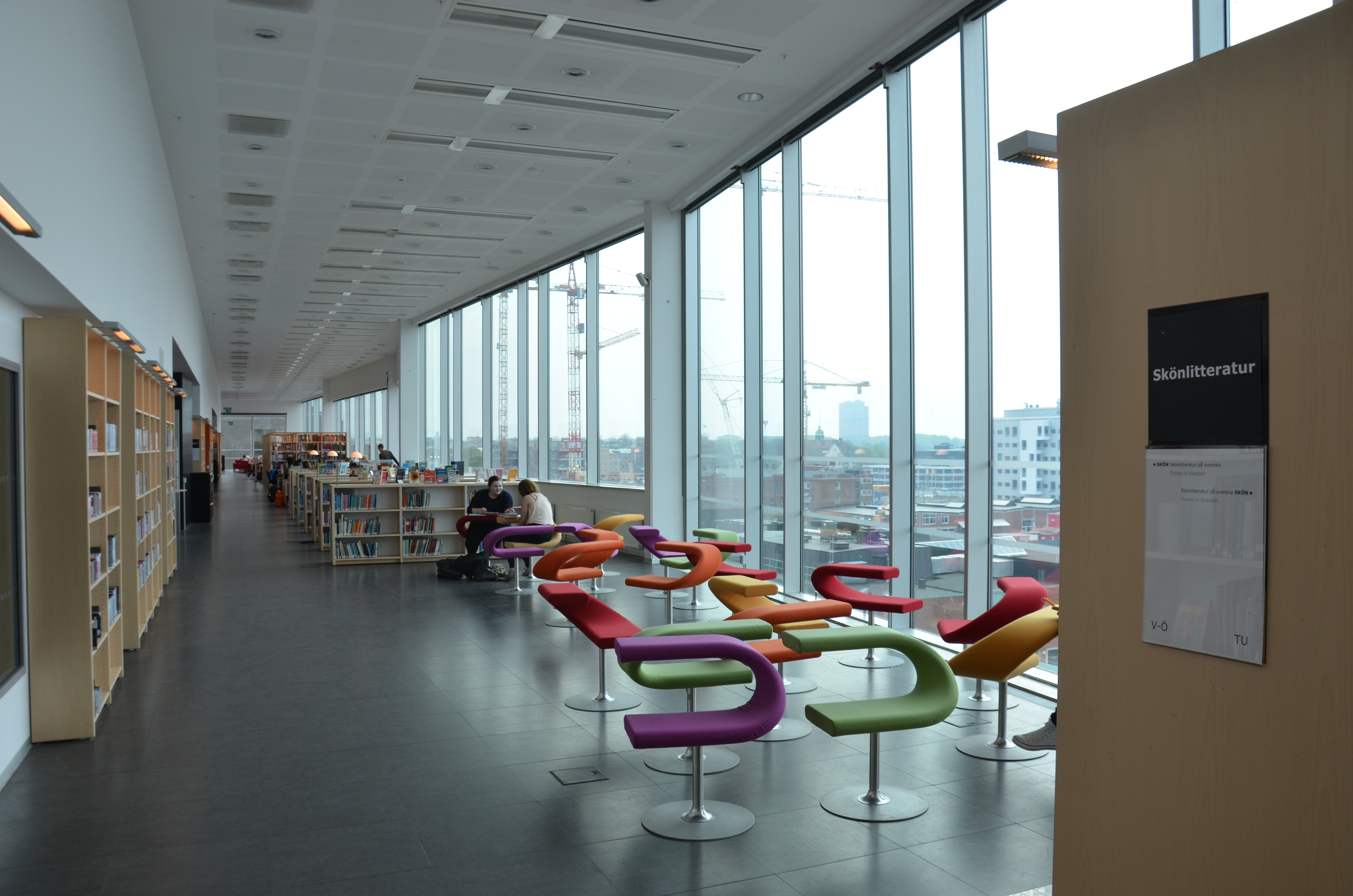
Bibliothek

## Fakultäten
Die Universität Malmö besitzt fünf interdisziplinär ausgerichtete Fakultäten:
- Die Fakultät für Technologie und Gesellschaft befindet sich in den Gebäuden Kranen und Ubåtshallen, gegenüber dem Viertel Dockan am Malmöer Hafen. Die Fakultät hat etwa 3.000 Studenten und ca. 100 Angestellte.[8] Innerhalb der Fakultät befinden sich die Institute für Informatik sowie für Medientechnologie und Produktentwicklung. Ausbildung und Forschung befassen sich mit Informationsarchitektur, Spieleentwicklung, Medientechnologie und Design.

- Die Fakultät für Kultur und Gesellschaft ist im Gebäude Gäddan angesiedelt sowie teilweise auch in den Gebäuden Kranen und Ubåtshallen. Die Fakultät hat 4.900 Studenten und etwa 300 Angestellte.[9] Hier befinden sich die Institute für Globale politische Studien, für Kunst, Kultur und Kommunikation (K3), für Urbane Studien und für Sprachstudien.

- Die Fakultät für Gesundheit und Gesellschaft hat etwa 4.600 Studenten und 260 Mitarbeiter.[10] Sie befindet sich größtenteils auf dem Gelände des Universitätsklinikums in Malmö. Hier sind die Institute für Biomedizin, Gesundheits- und Wohlfahrtsstudien, Kriminologie, Soziale Arbeit und für Pflege angesiedelt.

- Die Fakultät für Odontologie liegt direkt neben der Bahnstation Triangeln in Malmö. Sie genießt landesweit einen guten Ruf. Hier werden in kleinen Gruppen durch Problembasiertes Lernen Zahnärzte und Dentalhygieniker ausgebildet. Forschungsschwerpunkte liegen in den Bereichen Oberflächeneigenschaften und Mundgesundheit.

- Die Fakultät für Lehramtsausbildung und Gesellschaft befindet sich im Gebäude Orkanen, direkt neben dem Hauptbahnhof. Mit ihren ca. 5.000 Studenten gehört sie zu den größten Fakultäten für Lehrerausbildung in Schweden.[11] An der Fakultät arbeiten etwa 260 Mitarbeiter, dort angesiedelt sind die Institute für Sportwissenschaft, Individuum und Gesellschaft, Kultur – Sprachen – Medien, Wissenschaft – Umwelt – Gesellschaft, Kinder, Jugend und Gesellschaft sowie Schulentwicklung und Schulleitung (leadership).

## Forschungsschwerpunkte
- Biofilme und Biointerfaces
- Informatik
- Kriminologie
- Erziehungswissenschaften
- Gesundheit und soziale Umstände
- IT
- Materialforschung
- Neue Medien
- Migration und Internationale Beziehungen
- Konflikt- und Friedensforschung[12]
- Odontologie
- Sportwissenschaften
- Nachhaltige Stadtentwicklung

## Forschungszentren
- Centre for Work Life Studies
- Centre for Profession Studies (CPS)
- Biofilms Research Centre for Biointerfaces
- Malmö Institute for Studies of Migration, Diversity and Welfare
- MEDEA Collaborative Media Initiative
- The Internet of Things and People
- Sexology and Sexuality Studies